# 美女と野獣“魔法のものがたり”
- ディズニーパーク > 東京ディズニーリゾート > 東京ディズニーランド
  - ファンタジーランド > 美女と野獣“魔法のものがたり”
  - 東京ディズニーランドのアトラクションの一覧 > 美女と野獣“魔法のものがたり”

美女と野獣“魔法のものがたり”（びじょとやじゅう“まほうのものがたり”）（Enchanted Tale of Beauty and the Beast）は東京ディズニーランドのファンタジーランドにあるアトラクションである。

## このアトラクションが存在するパーク
- 東京ディズニーランド（東京ディズニーリゾート）

## 概要
| 美女と野獣“魔法のものがたり” Enchanted Tale of Beauty and the Beast | 美女と野獣“魔法のものがたり” Enchanted Tale of Beauty and the Beast | 美女と野獣“魔法のものがたり” Enchanted Tale of Beauty and the Beast | 美女と野獣“魔法のものがたり” Enchanted Tale of Beauty and the Beast |
| ------------------------------------------------------------------- | ------------------------------------------------------------------- | ------------------------------------------------------------------- | ------------------------------------------------------------------- |
| オープン日                                                          | オープン日                                                          | 2020年9月28日                                                       | 2020年9月28日                                                       |
| スポンサー                                                          | スポンサー                                                          | なし                                                                | なし                                                                |
| 所要時間                                                            | 所要時間                                                            | 約8分                                                               | 約8分                                                               |
| 定員                                                                | 定員                                                                | 1台10人                                                             | 1台10人                                                             |
| 利用制限                                                            |                                                                     | 補助無しで座れること                                                | 補助無しで座れること                                                |
| ファストパス                                                        | ファストパス                                                        |                                                                     | 2023年現在なし                                                      |
| シングルライダー                                                    | シングルライダー                                                    |                                                                     | ○                                                                   |

東京ディズニーランドのメインシンボルであるシンデレラ城に次ぐ高さ約 30 m の「美女と野獣の城」の中にあり、グランドサーキット・レースウェイ跡地の開発計画「ニューファンタジーランド」の中核となっている。世界で唯一、ディズニー映画『美女と野獣』をテーマとしたライドタイプのアトラクションであり、作中の名曲に合わせて踊るように動くライドに乗り、映画のストーリーに沿っていくつもの名シーンをめぐるというもの。
ベルの住む村には、商品店舗「ビレッジショップス」やレストラン「ラ・タベルヌ・ド・ガストン」がある。
当初は2020年4月15日にオープン予定であったが、新型コロナウイルスの感染拡大により、オープン日が延期され、未定となっていた。その後、2020年9月28日にオープンした。但し、当面の間は混雑を避けるため公式アプリよりエントリー受付を行う必要があった。
2022年5月19日から「ディズニー・プレミアアクセス」を導入している。
乗車前のアナウンスは日本語版をポット夫人とチップが、英語版をワードローブが担当している。

## トリビア
- ウォルト・ディズニー・アニメーション・スタジオでディズニー映画『美女と野獣』の制作に当時携わっていたアニメーターが、このアトラクション開発にも参加している[6]。